# Артаксеркс, Аман и Эсфирь
«Артаксеркс, Аман и Эсфирь» (нидерл. Ahasveros en Haman aan het feestmaal van Esther) — картина, написанная в 1660 году Рембрандтом. В настоящее время находится в ГМИИ имени А. С. Пушкина.
Вероятно, что Рембрандта на создание картины вдохновила пьеса «Эстер», поставленная в Амстердаме в 1659 году и посвящённая первой жене богатого купца Я. Хинлопена — Леоноре Хёйдекопер (Leonore Huydecoper; 1631—1663).

## Сюжет
На картине изображено событие, описанное в Книге Есфирь, Есф. 7. Иудейка Эсфирь, жена персидского царя Артаксеркса (евр. Ахашверош), уговорила царя прийти с царедворцем Аманом, врагом иудеев, на приготовленный ей пир:

1 И пришёл царь с Аманом пировать у Есфири царицы.
2 И сказал царь Есфири также и в этот второй день во время пира: какое желание твоё, царица Есфирь? оно будет удовлетворено; и какая просьба твоя? хотя бы до полуцарства, она будет исполнена.
3 И отвечала царица Есфирь и сказала: если я нашла благоволение в очах твоих, царь, и если царю благоугодно, то да будут дарованы мне жизнь моя, по желанию моему, и народ мой, по просьбе моей!
4 Ибо проданы мы, я и народ мой, на истребление, убиение и погибель. Если бы мы проданы были в рабы и рабыни, я молчала бы, хотя враг не вознаградил бы ущерба царя.
5 И отвечал царь Артаксеркс и сказал царице Есфири: кто это такой, и где тот, который отважился в сердце своём сделать так?

6 И сказала Есфирь: враг и неприятель — этот злобный Аман! И Аман затрепетал пред царем и царицею.

## Описание
Композиционно три персонажа картины разделены на две группы. В правой части полотна расположены сидящие рядом Артаксеркс (евр. Ахашверош) и пышно одетая Эсфирь, они выделены светом. Слева далеко от супругов в тени — Аман.
На картине изображён самый кульминационный момент драмы. Эсфирь только что закончила свою речь и даже не успела опустить руки. Артаксеркс сомкнул губы и решительно сжал скипетр, сейчас он встанет и в гневе уйдёт. Аман уже понял, что обречён и, сгорбившись, опустил глаза.
На золотом блюде художник разместил ближе к Аману яблоко, а перед Артаксерксом и Эсфирью по грозди винограда. Яблоко может быть интерпретировано как символ греха, а виноград — как символ жизни и плодородия.

## Реставрации
Картина пострадала при пожаре в XVIII веке, с тех пор красочный слой её постоянно разрушался, поэтому она четыре раза подвергалась глубокой реставрации с переводом на новый холст (в 1819, 1900 и дважды в советское время — первый раз её проводили в 1930-х годах В. Н. Яковлев и П. Д. Корин, последний в 1973 году — С. С. Чураков).

## Судьба картины
«Артаксеркс, Аман и Эсфирь» — одна из немногих картин Рембрандта, у которой полностью известен провенанс. Точно известно, что в 1662 году она находилась в коллекции Я. Хинлопена в Амстердаме, затем у его дочери С. Хинлопен. Потом она перешла к родственнику мужа С. Хинлопен, Н. Гелфинку, а от него к Г. Хуту из Гааги. После смерти Хута в 1760 году картина была продана на аукционе и попала в собрание И. Э. Гоцковского. В 1764 году Екатерина II приняла коллекцию Гоцковского в зачёт его долга, и картина была размещена в основанном вскоре Эрмитаже. В 1862 году она была передана в Румянцевский музей, откуда и поступила в 1924 году в ГМИИ имени А. С. Пушкина.

## Восприятие
Л. О. Пастернак в монографии «Рембрандт и еврейство в его творчестве» по поводу этой картины написал следующее: «Точно тут этот маг и волшебник колдовал не красками, а янтарями и смолами, поливами и глазурью, которыми блещет и искрится пылающее розовое платье Эсфири под золотом вздувающегося в обобщенных складках плаща. По контрасту с фантастически освещенной Эсфирью, написанной компактно густым слоем каких-то сплавов, Гаман потонул в таинственной туманности левой части картины. Согнувшись, он едва вырисовывается, словно не смея взглянуть в глаза никому, и как бы тая свой мрачный злодейский замысел».

## Влияние
Филолог А. В. Марков говорит о влиянии данной картины Рембрандта на работу Л. О. Пастернака «Три философа».